# Haga-Haga
Haga-Haga  ist ein Küstenort am Indischen Ozean in der Lokalgemeinde Great Kei der südafrikanischen Provinz Eastern Cape.

## Geografie
Die Ortslage von Haga-Haga erstreckt sich auf einer Erhebung entlang der Küste am Indischen Ozean und schließt die ostwärts, davon etwas abgelegene Siedlung Marshstrand mit ein. Benachbarte Küstenortschaften sind Morgan’s Bay und Cintsa East. Unmittelbar nordöstlich der Siedlung mündet der Haga-Haga River mit seinem Ästuar in den Ozean. Dessen Mündungsbereich ist durch eine Sandbank versperrt.
Der Küstenabschnitt mit der Ortschaft befindet sich im Bereich der Wild Coast.
Im Jahre 2011 hatte Haga-Haga 134 Einwohner in 89 Haushalten. Im Siedlungsbereich lebten zu dieser Zeit rund 40 % schwarze, 59 % weiße und 0,75 % Coloured-Einwohner.

## Wirtschaft
Die Küstensiedlung ist ein vorwiegend inländisches Urlauberziel. Es gibt hier ein Hotel und eine Bibliothek.

## Verkehr
Auf dem Landweg ist Haga-Haga über eine Landstraße zu erreichen, die bei Soto von der Regionalstraße R349 abzweigt. Nördlich von East London mündet die R349 in die Nationalstraße N2.

## Sehenswürdigkeiten
- Dünenlandschaft entlang der Küste des Indischen Ozeans in östliche Richtung.[2]